# Велика Драма (представа)
Велика Драма је позоришна представа Народног позоришта у Београду, која је премијерно изведена 22. фебруара 2002. године.

## Подела улога
| Глумац                                                      | Улога               |
| ----------------------------------------------------------- | ------------------- |
| Вук Костић                                                  | Милорад Вучић       |
| Танасије Узуновић                                           | Зарија Вучић        |
| Љиљана Благојевић                                           | Видосава Вучић      |
| Миодраг Радовановић                                         | Милорад Вучић       |
| Ружица Сокић/Огњанка Огњановић                              | Тијана              |
| Рада Ђуричин/Горјана Јањић                                  | Зорка Вучић         |
| Соња Колачарић/Бојана Стефановић                            | Марија Хелга Хофман |
| Љубивоје Тадић/Радован Миљанић                              | Саво Вукотић-Цицко  |
| Љубомир Бандовић                                            | Батрић Вучић        |
| Ненад Маричић                                               | Стеван Вучић        |
| Анђелка Тадић                                               | Даринка             |
| Бранислав Томашевић                                         | Данило Вучић        |
| Србољуб Милин                                               | Поп Стојан          |
| Лепомир Ивковић                                             | Новак Секуловић     |
| Андреја Маричић                                             | Ђорђија Лабовић     |
| Бранко Јеринић                                              | Светозар Јанкулов   |
| Синиша Убовић/Игор Илић                                     | Момир Вучић         |
| Ивана Шћепановић                                            | Зорка Вучић         |
| Душанка Стојановић Глид/Јелена Хелц                         | Јелистина Вучић     |
| Ана Капларевић/Катарина Шврака                              | Бранка Вучић        |
| Марко Цолић/Марко Вујошевић                                 | Зарија Вучић унук   |
| Вјера Мујовић/Ана Франић/Анастасија Мандић/Данијела Томовић | Вјера               |
| Милена Ђорђевић/Сена Ђоровић                                | Јаница              |
| Бојана Стефановић/Калина Ковачевић                          | Тијана              |
| Александра Николић/Добрила Ћирковић                         | Крстина Вучић       |
| Предраг Милетић/Лепомир Ивковић                             | Ранко Мијовић       |
| Урош Урошевић                                               | Оптужени, Милош     |
| Љиљана Газдић                                               | Марија Хелга Хофман |
| Бошко Пулетић/Радован Миљанић                               | Бранко Лазовић      |
| Јелена Хелц/Јелена Ћурувија                                 | Жена Ранка Мијовића |
| Небојша Петровић/Александар Вујовић                         | Син Ранка Мијовића  |
| Борко Сарић                                                 | Дутина              |
| Ана Савићевић/Ива Радић                                     | Олга                |
| Зоран Миловановић                                           | Александар          |
| Љиљана Цинцар Даниловић                                     | Пионирка            |